# Heikki Hasu
Heikki Vihtori Hasu (21. března 1926 Sippola – 5. dubna 2025) byl finský lyžař. Závodil za klub Myllykosken Kilpa-Veikot.
Na Zimních olympijských hrách 1948 ve Svatém Mořici vyhrál severskou kombinaci a byl čtvrtý v běhu na 18 km. Na Mistrovství světa v klasickém lyžování 1950 v Lake Placid získal titul v severské kombinaci a s finskou běžeckou štafetou skončil na druhém místě. Byl vlajkonošem finské výpravy na Zimních olympijských hrách 1952 v Oslo, kde získal zlatou medaili se štafetou na 4×10 km, stříbrnou medaili v severské kombinaci a obsadil čtvrté místo v běhu jednotlivců na 18 km. Pětkrát vyhrál Lyžařské hry v Lahti (1948, 1949, 1951, 1952 a 1953).
Pracoval na rodinném statku, v letech 1962–1966 a 1967–1969 byl poslancem parlamentu za stranu Finský střed.
Obdržel Holmenkolenskou medaili (1952) a cenu Pro Urheilu (2001). V roce 2003 mu byl ve městě Anjalankoski odhalen pomník, jehož autorem je sochař Juhani Honkanen.